# Paljassaare-öböl
A Paljassaare-öböl (észtül: Paljassaare laht) a Tallinni-öböl egyik kisebb öble Észtországban. A Tallinn északi részén található Kopli-félsziget és Paljassaare-félsziget között, a városközponttól kb. 6 km-re helyezkedik el. Területe 5,44 km².